# 聖三一堂 (上海市)

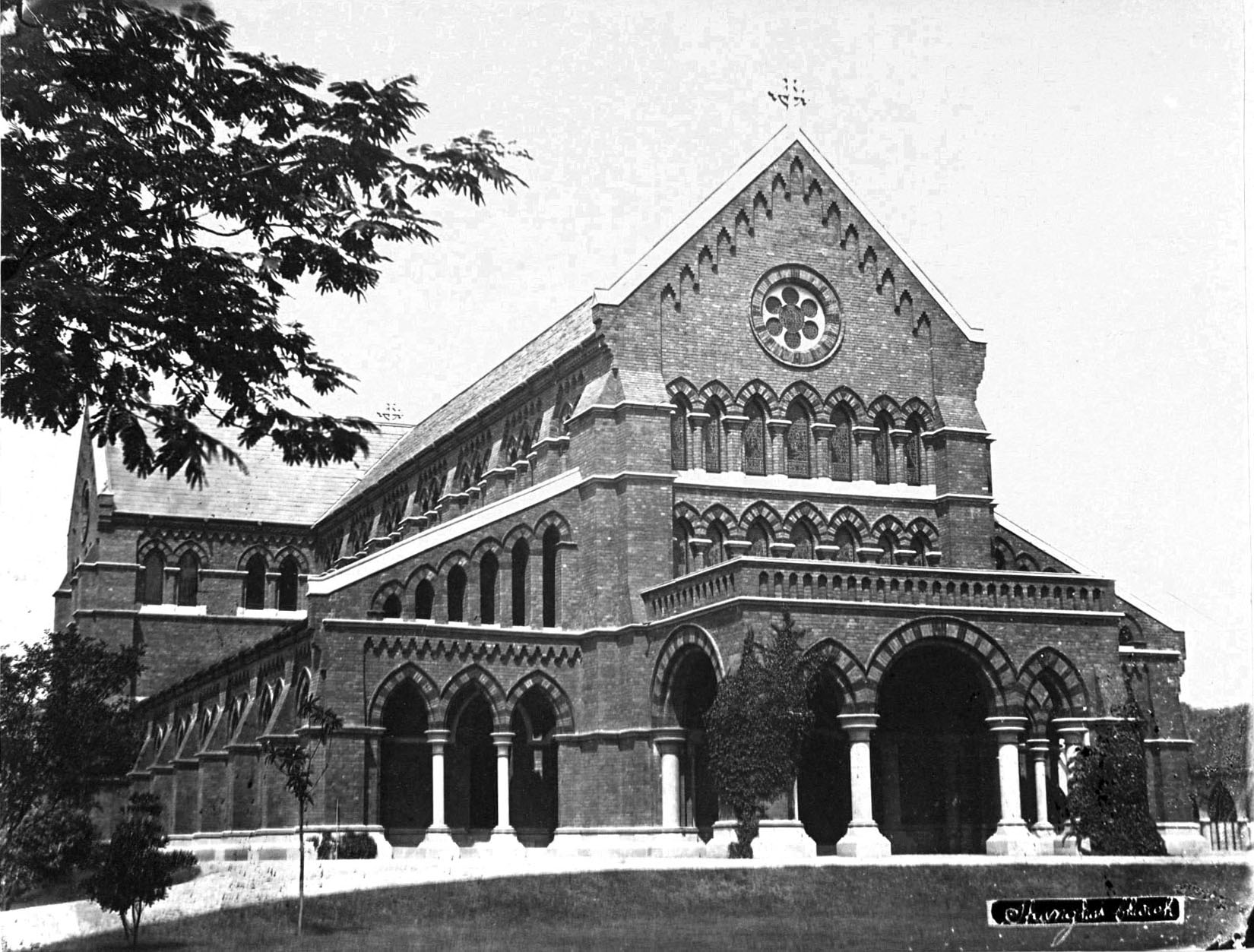
聖三一堂

聖三一堂（せいさんいつどう、Holy Trinity Cathedral, Shanghai）は、上海市現存のプロテスタント教会のうち、最も古い教会である。上海市都心の黄浦区九江路219号に位置し、「赤い礼拝堂」とも呼ばれる。この教会はイングランド国教会の大聖堂だった。2019年に中華人民共和国全国重点文物保護単位にリスト入りした 2022年12月12日から、聖三一堂が再び一般公開した。